# Hanoi Football Club
El Hà Nội FC fue un equipo de fútbol de Vietnam que jugó en la V-League, la liga de fútbol más importante del país.

## Historia
El club fue fundado en el año 1956 con el nombre de Công an Hà Nội (equipo de la Policía de Hanói), nombre que usaron hasta la temporada 2002, para cambiar a Hanoi ACB hasta el año 2011, cuando descendieron, pero se fusionaron con el Hòa Phát Hà Nội y cambiaron el nombre por el que tienen actualmente. Ha sido campeón de Liga en 1 ocasión, con 2 subcampeonatos de liga, 2 copa de Vietnam en 4 finales jugadas y 2 veces finalista de la Copa Dunhill.
A nivel internacional participó en 1 torneo continental, en la Copa de la AFC 2009, donde fue eliminado en la fase de grupos por el Chonburi FC de Tailandia, el Kedah FA de Malasia y el Eastern AA de Hong Kong.
El club desaparece a finales de 2012 luego de que se fusionara con el Hoa Phat Hanoi para crear al Hanoi T&T Football Club, quien pasaría a ser el Hanoi FC.

## Evolución del club
- Câu lạc bộ bóng đá Ngân hàng Á Châu (2000-2003)
- LG.Hà Nội.ACB (2003-2006)
- Hà Nội - ACB (2006-2011)
- Câu lạc bộ bóng đá Hà Nội (2011-2012)

|                                  |                                  |  |  |  |  |                                   |                                   |  |  |  |  |  |  |
| Tổng cục Đường sắt (1956 - 1989) | Tổng cục Đường sắt (1956 - 1989) |  |  |  |  | Công an Hà Nội (1956 - 2002)      | Công an Hà Nội (1956 - 2002)      |  |  |  |  |  |  |
|                                  |                                  |  |  |  |  |                                   |                                   |  |  |  |  |  |  |
| Đường sắt Việt Nam (1989 - 2000) |                                  |  |  |  |  |                                   |                                   |  |  |  |  |  |  |
|                                  |                                  |  |  |  |  |                                   |                                   |  |  |  |  |  |  |
| ACB (2000 - 2003)                | ACB (2000 - 2003)                |  |  |  |  | Hàng không Việt Nam (2002 - 2003) | Hàng không Việt Nam (2002 - 2003) |  |  |  |  |  |  |
|                                  |                                  |  |  |  |  |                                   |                                   |  |  |  |  |  |  |
|                                  |                                  |  |  |  |  |                                   |                                   |  |  |  |  |  |  |
|                                  |                                  |  |  |  |  |                                   |                                   |  |  |  |  |  |  |
| LG.Hà Nội.ACB (2003 - 2006)      | LG.Hà Nội.ACB (2003 - 2006)      |  |  |  |  | Hòa Phát Hà Nội (2003 - 2011)     | Hòa Phát Hà Nội (2003 - 2011)     |  |  |  |  |  |  |
|                                  |                                  |  |  |  |  |                                   |                                   |  |  |  |  |  |  |
| Hà Nội - ACB (2006 - 2011)       |                                  |  |  |  |  |                                   |                                   |  |  |  |  |  |  |
|                                  |                                  |  |  |  |  |                                   |                                   |  |  |  |  |  |  |
|                                  |                                  |  |  |  |  |                                   |                                   |  |  |  |  |  |  |
|                                  |                                  |  |  |  |  |                                   |                                   |  |  |  |  |  |  |
| Hà Nội FC (2011 - 2012)          |                                  |  |  |  |  |                                   |                                   |  |  |  |  |  |  |

## Palmarés
- V-League: 1

1984
- - Subcampeón: 2

1980, 1999
- Copa de Vietnam: 2

2006, 2008
- - Finalista: 2

1995, 2001
- Primera División de Vietnam: 1

2010
- - Subcampeón: 2

2004, 2009
- Copa Dunhill: 0
  - Finalista: 2

1998, 1999

## Participación en competiciones de la AFC
- Copa de la AFC: 1 aparición

2009 - Fase de grupos
| Temporada | Torneo         | Ronda          | Club        | Casa | Visita |
| --------- | -------------- | -------------- | ----------- | ---- | ------ |
| 2009      | Copa de la AFC | Fase de grupos | Kedah FA    | 3-1  | 0-7    |
| 2009      | Copa de la AFC | Fase de grupos | Eastern AA  | 3-0  | 0-3    |
| 2009      | Copa de la AFC | Fase de grupos | Chonburi FC | 0-2  | 0-6    |